# Evi Geentjens
Evi Geentjens (Antwerpen, 10 juni 1984) is een Belgisch roeister, die gespecialiseerd was in de dubbeltwee lichtgewicht en de skiff lichtgewicht. Ze vertegenwoordigde België tijdens de Wereldkampioenschappen voor jongeren in München in 2007. Twee jaar later behaalde ze in de skiff een vijfde plaats op het WK in het Poolse Poznań. Vervolgens roeide ze nog enige tijd in de dubbeltwee met Jo Hammond. Na haar actieve roeiloopbaan ging Geentjens als fysiotherapeut aan de slag.